# Mélody Mourey
Pour les articles homonymes, voir Mourey.
Œuvres principales
Les Crapauds fous
La Course des géants
Big Mother
Mélody Mourey est une actrice, dramaturge et metteuse en scène française, née en 1989 à Toulon.

## Biographie
Melody Mourey nait en 1989 à Toulon. Dès son enfance, elle se passionne pour le théâtre. Elle entre au Conservatoire de Toulon puis suit des études à Sciences Po d'Aix-en-Provence et en psychologie. Elle s'installe à Paris et s'inscrit au Cours Simon tout en devenant rédactrice pour la revue de culture générale L'Éléphant.
En 2016, elle écrit sa première pièce Terminus, une dystopie sur un régime totalitaire après une troisième guerre mondiale, où les émotions sont interdites. Elle joue la pièce avec d'autres partenaires du Cours Simon au Théâtre du Nord-Ouest à Paris.
En 2019, elle écrit et met en scène Les Crapauds fous, d'après l'histoire vraie de deux médecins, Eugene Lazowski et Stanislaw Matulewicz. En 1940, en Pologne, en faisant croire à des Allemands que leur village était infecté par le typhus, ils ont sauvé 8 000 personnes. La pièce obtient trois nominations aux Molières 2019 : Molière du théâtre privé, Molière de l'auteur francophone vivant et Molière du metteur en scène d'un spectacle de théâtre privé.
En 2022, Mélody Mourey aborde le sujet de la réalisation des rêves d'enfant, avec la pièce La Course des géants, qui suit la destinée d'un rebelle des quartiers de Chicago dans la course à l'espace pendant les années 1960. La pièce est nommée quatre fois aux Molières 2022 (dont Molière du théâtre privé, de l'auteur francophone vivant et du metteur en scène d'un spectacle de théâtre privé),.
Avec Big Mother, pièce nommée cinq fois aux Molières 2023, la dramaturge traite de la société de surveillance, des données personnelles et de la manipulation de masse,.

## Théâtre

### Dramaturge et metteur en scène
- 2019 : Les Crapauds fous, Le Splendid, tournée
- 2021 : La Course des géants, Théâtre des Béliers parisiens, tournée
- 2022 : Big mother, Théâtre des Béliers parisiens

### Dramaturge et actrice
- 2016 : Terminus, mise en scène Merryl Beaudonnet, Théâtre du Nord-Ouest, tournée

## Littérature

### Autrice
- 2022 : Max Tallent, éditions Auzou, à  partir de 14 ans

## Distinctions

### Nominations
- Molières 2019 : Molière du théâtre privé, Molière de l'auteur francophone vivant, Molière du metteur en scène d'un spectacle de théâtre privé pour Les Crapauds fous
- Molières 2022 : Molière du théâtre privé, Molière de l'auteur francophone vivant, Molière du metteur en scène d'un spectacle de théâtre privé pour La Course des géants
- Molières 2023 : Molière du théâtre privé, Molière de l'auteur francophone vivant, Molière du metteur en scène d'un spectacle de théâtre privé, Molière de la création visuelle pour Big Mother